# Шумаков, Сергей Леонидович
Серге́й Леони́дович Шумако́в (род. 3 февраля 1951 года, Курск) — советский и российский медиаменеджер, продюсер кино и телевидения, кинокритик, режиссёр, педагог, общественный деятель. Заместитель генерального директора информационного холдинга ФГУП «Всероссийская государственная телевизионная и радиовещательная компания» (ВГТРК) (с 2003 года), директор и главный редактор телеканала «Культура» (с 2009 года). Член Академии Российского телевидения (с 2001 года). Член Союза кинематографистов Российской Федерации. Кандидат искусствоведения. Лауреат Государственной премии Российской Федерации в области литературы и искусства (2011 год) и премии «ТЭФИ» (2016 год).

## Биография
Сергей Шумаков родился 3 февраля 1951 года в Курске.
В 1979 году окончил киноведческое отделение сценарно-киноведческого факультета (учебно-творческая мастерская Лидии Зайцевой) Всесоюзного государственного института кинематографии (ВГИК).
В 1988 году во Всесоюзном научно-исследовательском институте киноискусства Государственного комитета СССР по кинематографии (ВНИИ киноискусства Госкино СССР) защитил диссертацию на соискание учёной степени кандидата искусствоведения на тему «Слово в звукозрительном строе фильма, как проблема советской кинотеории».

## Профессиональная деятельность
С 1979 года по 1987 год — научный сотрудник ВНИИ киноискусства. Публиковался в научных журналах о проблемах кинематографа «Искусство кино», «Киноведческие записки» и «Советский экран», в газетах «Советская Россия» и «Советская культура». Заведовал отделом критики редакции журнала «Киносценарии».
В 1987 году пришёл на работу в Главную редакцию кинопрограмм Центрального телевидения СССР (ЦТ СССР). Был автором и редактором-консультантом программы «Киносерпантин».
В 1990 году возглавил Главную редакцию кинопрограмм Центрального телевидения СССР (ЦТ СССР). Уволился 19 августа 1991 года.
В 1991 году начал сотрудничество с независимой частной телекомпанией «Авторское телевидение» (АТВ). Был автором и режиссёром программы о русской культуре «Вестники», готовил сюжеты для других программ этой телекомпании, например, «Пресс-клуб».
В 1995 году перешёл на созданное Общественное российское телевидение (ОРТ), занял должность продюсера художественных, развлекательных и просветительных программ. Сергей Шумаков в данной должности курировал такие программы, как «Клуб путешественников», «В мире животных», «Очевидное — невероятное», «Поле чудес», «Пока все дома», «Смак», «Чтобы помнили», «Серебряный шар», «Угадай мелодию», «Каламбур», «Здоровье», «Эти забавные животные», «Золотая лихорадка», «Спасатели: экстренный вызов» и другие.
В апреле 2000 года стал совмещать должности продюсера художественных, развлекательных и просветительных программ и директора Дирекции утреннего телеканала. Курировал работу информационно-развлекательного канала «Доброе утро», также принимал участие в запуске на канале популярных телепрограмм «Кто хочет стать миллионером?» и «Большая стирка».
С 23 октября 2001 года — заместитель генерального директора — главный продюсер телекомпании НТВ. Входил в состав правления ОАО «Телекомпания НТВ». Покинул телекомпанию после назначения на пост генерального директора телекомпании НТВ Н. Ю. Сенкевича.
Дальнейшая деятельность связана с холдингом ФГУП «Всероссийская государственная телевизионная и радиовещательная компания» (ВГТРК).
С 18 марта 2003 по 25 февраля 2004 года — заместитель председателя ФГУП ВГТРК, руководитель Службы главных продюсеров телеканала «Россия».
С 26 февраля 2004 года (де-факто — с 29 июля 2004 по 18 ноября 2009 года) — заместитель генерального директора ФГУП ВГТРК, руководитель Службы главных продюсеров телеканала «Россия».
С 19 ноября 2009 года — заместитель генерального директора ФГУП ВГТРК, директор и главный редактор общероссийского государственного телеканала «Культура».
В 2010 году избран заведующим кафедрой телевидения режиссёрского факультета Всероссийского государственного университета кинематографии имени С. А. Герасимова (ВГИК).
В марте 2024 года стал наставником конкурса дебютов Института развития интернета.

### Фильмография
Как генеральный продюсер, сопродюсер или автор сценария принимал участие в создании следующих художественных и документальных фильмов, телевизионных и документальных сериалов:
- 1999 — Ускоренная помощь.
- 2001 — Ускоренная помощь — 2.
- 2002 — О’Кей! или Дело в шляпе (реж. Олег Фомин).
- 2003 — Адвокат.
- 2003 — Сталинград-42. Последнее Рождество (реж. Ирина Морозова, Андрей Морозов).
- 2004 — Убить Гитлера. 1921—1945 (реж. Александр Иванкин, Артём Чащихин-Тоидзе).
- 2004 — Красная площадь (реж. Рауф Кубаев).
- 2004 — Бальзаковский возраст, или Все мужики сво… (реж. Дмитрий Фикс).
- 2004 — От любви до ненависти: Уинстон Черчилль.
- 2005 — Атаман.
- 2005 — Бальзаковский возраст, или Все мужики сво… — 2 (реж. Дмитрий Фикс).
- 2005 — Первый после Бога (реж. Василий Чигинский).
- 2005 — Самая красивая (реж. Дмитрий Брусникин).
- 2006 — Последний герой уходящей эпохи (реж. Сергей Садовский).
- 2006 — Великая тайна воды (реж. Анастасия Попова).
- 2006 — В круге первом (реж. Глеб Панфилов).
- 2006 — Остров (реж. Павел Лунгин).
- 2006 — Большая любовь (реж. Дмитрий Фикс).
- 2006 — Громовы (реж. Александр Баранов).
- 2007 — Вода — 2. Тайна живой воды (реж. Юрий Власов).
- 2007 — Антидурь (реж. Владимир Щегольков).
- 2007 — Ветка сирени (реж. Павел Лунгин).
- 2007 — Ванечка (реж. Елена Николаева).
- 2007 — Война и мир (реж. Роберт Дорнхельм (рум. Robert Dornhelm)).
- 2007 — Дело чести (реж. Андрей Черных).
- 2007 — Национальное достояние (реж. Василий Мищенко).
- 2007 — Отец (реж. Иван Соловов).
- 2007 — Рождённые в СССР. 21 год (реж. Сергей Мирошниченко).
- 2007 — Русская игра (реж. Павел Чухрай).
- 2008 — Планета Православия.
- 2008 — Неидеальная женщина (реж. Дмитрий Фикс).
- 2008 — Тот, кто гасит свет (реж. Андрей Либенсон).
- 2008 — Бумажный солдат (реж. Алексей Герман — младший).
- 2008 — Печки-лавочки Лидии Шукшиной (реж. Наталья Билан).
- 2008 — Мы из будущего (реж. Андрей Малюков).
- 2009 — Человек у окна (реж. Дмитрий Месхиев).
- 2009 — Откройте, милиция (реж. Илья Максимов).
- 2010 — Освободители (реж. Павел Тупик).
- 2011 — Достоевский (реж. Владимир Хотиненко).
- 2011 — Величайшее шоу на Земле! (реж. Алексей Горовацкий, Игорь Волосецкий).
- 2011 — Река жизни. Валентин Распутин (реж. Сергей Мирошниченко).
- 2012 — Шпион (реж. Алексей Андрианов).
- 2012 — Жизнь и судьба (реж. Сергей Урсуляк)[20].
- 2012 — Старец Паисий и я, стоящий вверх ногами (реж. Александр Столяров).
- 2014 — Династия без грима (реж. Андрей Торстенсен).
- 2015 — Боги жаждут (реж. Андрей Торстенсен).

## Общественная деятельность
Член Совета при Президенте Российской Федерации по культуре и искусству и Совета по присуждению премий Правительства Российской Федерации в области средств массовой информации. Член Совета по государственной культурной политике при Председателе Совета Федерации Федерального Собрания Российской Федерации, член Патриаршего совета по культуре и Церковно-общественного совета по увековечению памяти новомучеников и исповедников Российских. Входит в состав Федеральной конкурсной комиссии по телерадиовещанию и Медиа-совета Всероссийской общественной организации «Русское географическое общество» (ВОО «РГО»).
C 3 июля 2012 года по 18 декабря 2013 года входил в состав общественного совета при Министерстве культуры Российской Федерации.
Принимает участие в благотворительных акциях.

## Награды и премии
- Орден «За заслуги перед Отечеством» IV степени (12 мая 2016 года) — за большие заслуги в развитии телевидения и радиовещания, многолетнюю плодотворную деятельность[31].
- Орден Александра Невского (11 июля 2021 года)— за большой вклад в развитие средств массовой информации и многолетнюю плодотворную деятельность[32]
- Орден Дружбы (27 ноября 2006 года) — за большой вклад в развитие отечественного телерадиовещания и многолетнюю плодотворную деятельность[33].
- Государственная премия Российской Федерации в области литературы и искусства 2011 года (совместно с О. Б. Добродеевым и С. И. Бэлзой) (5 июня 2011 года) — за вклад в популяризацию достижений культуры и науки и выдающуюся просветительскую деятельность[34].
- Премия Правительства Российской Федерации 2008 года в области культуры (24 декабря 2008 года) — за создание историко-публицистического документального сериала «Русские без России»[35].
- Благодарность Правительства Российской Федерации (31 марта 2009 года) — за активное участие в освещении деятельности Председателя Правительства Российской Федерации[36].
- Орден святителя Макария, Митрополита Московского, III степени (7 ноября 2006 года) — за активное участие в подготовке и выпуске XII тома «Православной энциклопедии»[37].
- Золотая медаль имени Льва Николаева (30 ноября 2011 года) — за неоценимый вклад в просвещение, образование и культуру[38][39].
- Национальная премия «Человек года — 2011» Русского биографического института в номинации «Телевидение» (14 декабря 2011 года) — за пропаганду достижений российской и мировой культуры[40][41].
- Специальный приз национальной телевизионной премии «ТЭФИ—2016» (совместно с Александром Кормилицыным) в категории «Вечерний прайм» (28 июня 2016 года) за проект «С молитвой о Пальмире. Музыка оживляет древние стены»[42][43].
- Премия имени Анатолия Лысенко (2025) — в номинации «За достижения»[44][45][46][47][48].